# Deepti Bhatnagar
Deepti Bhatnagar, née le 30 septembre 1967 à Meerut (Uttar Pradesh), est une actrice, mannequin et présentatrice de télévision indienne.
Elle joue son premier rôle dans le film Ram Shastra (en).

## Biographie
Deepti Bhatnagar s'est mariée avec Randeep Arya, le directeur de son spectacle, Musafir Hoon Yaron. Ensemble, ils ont deux fils, Shubh, né en 2003 et Shiv, né en 2009.

## Filmographie

### Cinéma

#### Longs-métrages
- 1995 : Ram Shastra
- 1997 : Dharma Chakkaram
- 1997 : Inferno
- 1997 : Qahar
- 1997 : Pelli Sandadi
- 1997 : Kaalia
- 1998 : Ganga Ki Kasam
- 1998 : Auto Driver
- 1998 : Humse Badhkar Kaun
- 1999 : Kama Tantra
- 1999 : Dulhan Banoo Main Teri
- 1999 : Sultan
- 1999 : Mann
- 2000 : Galate Aliyandru
- 2000 : Yaari Yaari
- 2001 : Chori Chori Chupke Chupke
- 2001 : Uljhan
- 2002 : Meri Partigya
- 2002 : Kondaveeti Simhasanam
- 2002 : Agni Varsha
- 2004 : Rok Sako To Rok Lo

#### Courts-métrages
- 1997 : Why Did You Break My Heart
- 1997 : Mera Laung Gawacha
- 1997 : Lal Garara

### Télévision
- 1998 : Yeh Hain Raaz